# Västerbottens Folkblad
A Västerbottens Folkblad egy 1917-ben alapított svédországi szociáldemokrata napilap, amely Umeå városában jelenik meg, regionális híreket szolgáltató sajtótermékként Västerbotten tartomány lakosai számára. Korábbi neve Folkbladet (néha Folkbladet Västerbotten) volt, 2012. április 18. óta viseli a jelenlegi nevét.
Vasárnap kivételével minden nap megjelenik; megjelenési példányszáma 2004-ben 15 700, 2007-ben 14 000 volt; kiadása 2013-ra 9700 példányra esett vissza. A lap a kezdetektől fogva baloldali irányultságú, jelenleg[mikor?] is a szociáldemokrata értékeket képviseli.

## Forrás
- https://web.archive.org/web/20130228104053/http://www.ne.se/v%C3%A4sterbottens-folkblad

## Fordítás
- Ez a szócikk részben vagy egészben  a   Västerbottens Folkblad című angol Wikipédia-szócikk fordításán alapul.  Az eredeti cikk szerkesztőit annak laptörténete sorolja fel. Ez a jelzés csupán a megfogalmazás eredetét és a szerzői jogokat jelzi, nem szolgál a cikkben szereplő információk forrásmegjelöléseként.
- Ez a szócikk részben vagy egészben  a   Västerbottens Folkblad című svéd Wikipédia-szócikk fordításán alapul.  Az eredeti cikk szerkesztőit annak laptörténete sorolja fel. Ez a jelzés csupán a megfogalmazás eredetét és a szerzői jogokat jelzi, nem szolgál a cikkben szereplő információk forrásmegjelöléseként.